# ISO 8677
ISO 8677 er en ISO-standard for Bræddebolte.
En bolt ISO 8677 er en af de mest brugte bolte inden for befæstelse området.
ISO 8677 hed oprindeligt DIN 603
| Gevind            |  | M5    | M6    | M8    | M10   | M12   | M16  | M20   |
| ----------------- |  | ----- | ----- | ----- | ----- | ----- | ---- | ----- |
| Gevindstigning    |  | 0,8   | 1     | 1,25  | 1,5   | 1,75  | 2    | 2,5   |
| Hoveddiameter Dk: |  | 13,55 | 16,55 | 20,65 | 24,65 | 30,65 | 38,8 | 46,8  |
| Hovedhøjde K:     |  | 3,3   | 3,88  | 4,88  | 5,38  | 6,95  | 8,95 | 11,05 |
| Firkantansats V:  |  | 5,48  | 6,48  | 8,58  | 10,58 | 12,7  | 16,7 | 20,84 |
| l≤125 mm          |  | 16    | 18    | 22    | 26    | 30    | 38   | 46    |
| 125 mm l ≤200 mm  |  | 22    | 24    | 28    | 32    | 36    | 44   | 52    |
| l>200 mm          |  | -     | -     | 41    | 45    | 49    | 57   | 65    |